# 卡羅來納鋸魴鮄
卡羅來納鋸魴鮄為輻鰭魚綱鮋形目牛尾魚亞目角魚科的其中一種，分布於西大西洋區，從加拿大新斯科細亞省至美國佛羅里達州、墨西哥灣海域，棲息深度15-170公尺，體長可達38公分，為底棲性魚類，生活在沙底質海域，屬肉食性，以甲殼類、魷魚、雙殼貝及小魚為食，可做為食用魚。